# Sainte-Marie, Réunion
Sainte-Marie là một xã thuộc tỉnh Réunion.

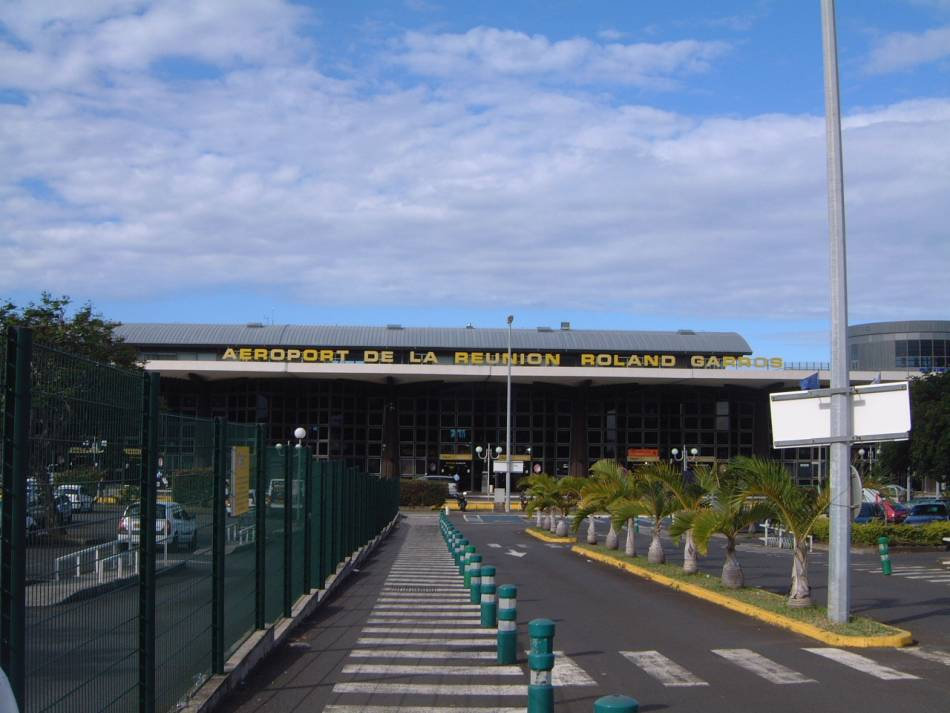
Roland Garros Airport